# Vuit cançons russes
Vuit cançons russes és un conjunt de sis moviments per a orquestra compostos per Anatoli Liàdov, estrenats el 10 de març de 1905 al Saló d'Actes de la Noblesa de Sant Petersburg.
Liàdov es va submergir profundament en la música folklòrica russa, fent nombroses visites als pobles de diversos districtes rurals. Aquests viatges es van finançar gràcies a una beca de la Societat Geogràfica Imperial. Les seves composicions es caracteritzen per una calidesa especial, un toc d'humor i una gran fantasia, tot això enriquit amb orquestracions plenes de color i vitalitat.

## Moviments
- Cant religiós [Духовный стих]
- Cançó de Nadal [Каляда-Маляда (Рождественские песнопения)]
- Cançó llastimosa [Протяжная]
- Cançó humorística: Jo vaig ballar amb un mosquit [Шуточная ("Я с комариком плясала")]
- La llegenda dels pardals [Былина о птицах]
- Cançó de bressol [Колыбельная]
- Dansa [Плясовая]
- Dansa de ronda [Хороводная]